# Formicarius
Formicarius Boddaert, 1783 è un genere di uccelli passeriformi della famiglia Formicariidae.

## Etimologia
Il nome scientifico del genere, Formicarius, deriva dal latino e significa "legato alle formiche", in riferimento alle abitudini di vita di questi uccelli: le varie specie ascritte al genere sono conosciute con il nome comune collettivo di tordo formichiero.

## Descrizione
Al genere vengono ascritti uccelletti di piccole dimensioni (17-19 cm) caratterizzati dall'aspetto massiccio e paffuto, simile nel complesso a quello di una Pitta o di un rallo, con testa arrotondata dal becco lungo, sottile e appuntito, collo corto ma sottile, ali arrotondate, coda quasi vestigiale corta e squadrata e zampe forti e robuste.
Il piumaggio si presenta generalmente di colore bruno-nerastro, più scuro sulla testa (dove sono presenti aree perioculari chiare) e sul tronco e più tendente al bruno sull'addome. È presente dimorfismo sessuale: i maschi presentano una livrea più accesa rispetto alle femmine, talvolta con presenza di sfumature rossicce su determinate aree del corpo.

## Biologia
Il genere Formicarius è composto da uccelli vispi e attivi, che si spostano perlopiù al suolo mantenendo un caratteristico incedere con la testa in avanti e la coda piegata ad angolo retto verso l'alto rispetto al corpo, passando molto tempo a seguire le formiche legionarie (da cui il nome comune e il nome scientifico del genere) per potersi cibare degli insetti e degli altri piccoli animali messi in fuga dal passaggio di tali animali.
Monogami, questi uccelli sono soliti nidificare fra i cespugli a poca distanza dal suolo: i due sessi collaborano nelle varie fasi dell'evento riproduttivo, alternandosi nella cova e nell'allevamento dei nidiacei, mentre la costruzione del nido è generalmente appannaggio esclusivo della femmina.

## Distribuzione e habitat
Il genere mostra distribuzione neotropicale, essendo diffuso dal sud del Messico al Perù e da qui attraverso l'Amazzonia a est fino al sud-est del Brasile, popolando la foresta pluviale montana e la foresta alluvionale.

## Tassonomia
Al genere vengono ascritte sei specie:
- Genere Formicarius
  - Formicarius colma Boddaert, 1783 - tordo formichiero caporossiccio
  - Formicarius analis (d'Orbigny & Lafresnaye, 1837) - tordo formichiero faccianera
  - Formicarius moniliger Sclater, 1857 - tordo formichiero messicano
  - Formicarius rufifrons Blake, 1957 - formicario fronterossiccia
  - Formicarius nigricapillus Ridgway, 1893 - tordo formichiero testanera
  - Formicarius rufipectus Salvin, 1866 - tordo formichiero pettorossiccio